# Élections cantonales de 1992 en Corrèze
Les élections cantonales ont eu lieu les 22 et 29 mars 1992.
Lors de ces élections, 19 des 37 cantons de la Corrèze ont été renouvelés. Elles ont vu la reconduction de la majorité RPR dirigée par Jean-Pierre Dupont, succédant à Charles Ceyrac, président du conseil général depuis 1985.

## Résultats à l’échelle du département
Répartition départementale des résultats (2e tour).
- PCF (7,49 %)
- PS (30,79 %)
- Majorité (4,38 %)
- RPR (31,92 %)
- UDF (5,45 %)
- DVD (19,98 %)

| Étiquette      | Étiquette                          | Premier tour | Premier tour | Second tour | Second tour | Sièges |
| Étiquette      | Étiquette                          | Voix         | %            | Voix        | %           | Sièges |
| -------------- | ---------------------------------- | ------------ | ------------ | ----------- | ----------- | ------ |
|                | Parti socialiste                   | 14 725       | 21,17        | 11 879      | 30,79       | 0      |
|                | Parti communiste français          | 9 722        | 13,98        | 2 889       | 7,49        | 1      |
|                | Majorité présidentielle            | 2 542        | 3,65         | 1 688       | 4,38        | 0      |
| Gauche         | Gauche                             | 26 989       | 38,80        | 16 456      | 42,66       | 1      |
|                |                                    |              |              |             |             |        |
|                | Rassemblement pour la République   | 21 357       | 30,70        | 12 314      | 31,92       | 12     |
|                | Divers droite                      | 13 268       | 19,07        | 7 710       | 19,98       | 5      |
|                | Front national                     | 3 523        | 5,06         |             |             |        |
|                | Union pour la démocratie française | 1 299        | 1,87         | 2 102       | 5,45        | 1      |
| Droite         | Droite                             | 39 447       | 56,70        | 22 126      | 57,34       | 18     |
|                |                                    |              |              |             |             |        |
|                | Les Verts                          | 3 129        | 4,50         |             |             |        |
|                |                                    |              |              |             |             |        |
| Inscrits       | Inscrits                           | 92 640       | 100,00       | 56 501      | 100,00      |        |
| Abstention     | Abstention                         | 18 904       | 20,41        | 14 819      | 26,23       |        |
| Votants        | Votants                            | 73 736       | 79,59        | 41 682      | 73,77       |        |
| Blancs et nuls | Blancs et nuls                     | 4 171        | 5,66         | 3 100       | 7,44        |        |
| Exprimés       | Exprimés                           | 69 565       | 94,34        | 38 582      | 92,56       |        |

## Résultats par canton

### Canton d'Argentat
| Candidats      | Candidats         | Étiquette      | Premier tour | Premier tour | Second tour | Second tour |
| Candidats      | Candidats         | Étiquette      | Voix         | %            | Voix        | %           |
| -------------- | ----------------- | -------------- | ------------ | ------------ | ----------- | ----------- |
|                | Pierre Celles*    | DVD            | 1 969        | 45,42        | 2 235       | 50,04       |
|                | René Teulade      | PS             | 1 848        | 42,63        | 2 231       | 49,96       |
|                | Marcel Menager    | PCF            | 270          | 6,23         |             |             |
|                | Claude Barbazange | Verts          | 148          | 3,41         |             |             |
|                | Francis Ducreux   | FN             | 100          | 2,31         |             |             |
|                |                   |                |              |              |             |             |
| Inscrits       | Inscrits          | Inscrits       | 5 527        | 100,00       | 5 525       | 100,00      |
| Abstention     | Abstention        | Abstention     | 1 015        | 18,36        | 925         | 16,74       |
| Votants        | Votants           | Votants        | 4 512        | 81,64        | 4 600       | 83,26       |
| Blancs et nuls | Blancs et nuls    | Blancs et nuls | 177          | 3,92         | 134         | 2,91        |
| Exprimés       | Exprimés          | Exprimés       | 4 335        | 96,08        | 4 466       | 97,09       |

*sortant

### Canton d'Ayen
| Candidats      | Candidats             | Étiquette      | Premier tour | Premier tour |
| Candidats      | Candidats             | Étiquette      | Voix         | %            |
| -------------- | --------------------- | -------------- | ------------ | ------------ |
|                | Jacques Lagrave*      | DVD            | 3 212        | 67,59        |
|                | Francois Davy         | PS             | 759          | 15,97        |
|                | Marie-Françoise Combe | PCF            | 577          | 12,14        |
|                | Marceau Lemaire       | FN             | 204          | 4,29         |
|                |                       |                |              |              |
| Inscrits       | Inscrits              | Inscrits       | 6 242        | 100,00       |
| Abstention     | Abstention            | Abstention     | 1 131        | 18,12        |
| Votants        | Votants               | Votants        | 5 111        | 81,88        |
| Blancs et nuls | Blancs et nuls        | Blancs et nuls | 359          | 7,02         |
| Exprimés       | Exprimés              | Exprimés       | 4 752        | 92,98        |

*sortant

### Canton de Beaulieu-sur-Dordogne
| Candidats      | Candidats               | Étiquette      | Premier tour | Premier tour | Second tour | Second tour |
| Candidats      | Candidats               | Étiquette      | Voix         | %            | Voix        | %           |
| -------------- | ----------------------- | -------------- | ------------ | ------------ | ----------- | ----------- |
|                | Michel Sapin            | DVD            | 1 312        | 47,08        | 1 549       | 56,47       |
|                | Paulette Legrand        | PS             | 850          | 30,50        | 1 194       | 43,53       |
|                | Jean-Marie Roume        | PCF            | 402          | 14,42        |             |             |
|                | Jean-François Roubeyrie | Verts          | 147          | 5,27         |             |             |
|                | Claude Dambrin          | FN             | 76           | 2,73         |             |             |
|                | Didier le Maitour       | PS             | 0            | 0,00         |             |             |
|                |                         |                |              |              |             |             |
| Inscrits       | Inscrits                | Inscrits       | 3 509        | 100,00       | 3 509       | 100,00      |
| Abstention     | Abstention              | Abstention     | 564          | 16,07        | 621         | 17,70       |
| Votants        | Votants                 | Votants        | 2 945        | 83,93        | 2 888       | 82,30       |
| Blancs et nuls | Blancs et nuls          | Blancs et nuls | 158          | 5,37         | 145         | 5,02        |
| Exprimés       | Exprimés                | Exprimés       | 2 787        | 94,63        | 2 743       | 94,98       |

### Canton de Brive-Centre
| Candidats      | Candidats         | Étiquette      | Premier tour | Premier tour | Second tour | Second tour |
| Candidats      | Candidats         | Étiquette      | Voix         | %            | Voix        | %           |
| -------------- | ----------------- | -------------- | ------------ | ------------ | ----------- | ----------- |
|                | Bernard Murat     | RPR            | 1 800        | 48,71        | 2 233       | 100,00      |
|                | Odette Neuville*  | DVD            | 724          | 19,59        | Retrait     | Retrait     |
|                | Didier Plagnol    | PS             | 433          | 11,72        |             |             |
|                | Nicole Boisseau   | Verts          | 267          | 7,23         |             |             |
|                | Gilles du Verdier | FN             | 265          | 7,17         |             |             |
|                | Christian Lhomond | PCF            | 206          | 5,58         |             |             |
|                |                   |                |              |              |             |             |
| Inscrits       | Inscrits          | Inscrits       | 5 572        | 100,00       | 5 570       | 100,00      |
| Abstention     | Abstention        | Abstention     | 1 706        | 30,62        | 2 781       | 49,93       |
| Votants        | Votants           | Votants        | 3 866        | 69,38        | 2 789       | 50,07       |
| Blancs et nuls | Blancs et nuls    | Blancs et nuls | 171          | 4,42         | 556         | 19,94       |
| Exprimés       | Exprimés          | Exprimés       | 3 695        | 95,58        | 2 233       | 80,06       |

*sortant

### Canton de Brive-Nord-Ouest
| Candidats      | Candidats             | Étiquette      | Premier tour | Premier tour | Second tour | Second tour |
| Candidats      | Candidats             | Étiquette      | Voix         | %            | Voix        | %           |
| -------------- | --------------------- | -------------- | ------------ | ------------ | ----------- | ----------- |
|                | Jean-Claude Cassaing* | PS             | 1 307        | 27,04        | 1 970       | 48,38       |
|                | Jean-Michel Delsart   | UDF            | 1 299        | 26,87        | 2 102       | 51,62       |
|                | Jacques Gratadour     | PS             | 739          | 15,29        |             |             |
|                | Claude Goumy          | PCF            | 491          | 10,16        |             |             |
|                | Raymond Feral         | FN             | 497          | 10,28        |             |             |
|                | Maurice Beyssac       | Verts          | 369          | 7,63         |             |             |
|                | Daniel Ponthier       | DVD            | 132          | 2,73         |             |             |
|                |                       |                |              |              |             |             |
| Inscrits       | Inscrits              | Inscrits       | 7 245        | 100,00       | 7 241       | 100,00      |
| Abstention     | Abstention            | Abstention     | 2 111        | 29,14        | 2 737       | 37,80       |
| Votants        | Votants               | Votants        | 5 134        | 70,86        | 4 504       | 62,20       |
| Blancs et nuls | Blancs et nuls        | Blancs et nuls | 300          | 5,84         | 432         | 9,59        |
| Exprimés       | Exprimés              | Exprimés       | 4 834        | 94,16        | 4 072       | 90,41       |

*sortant

### Canton de Bugeat
| Candidats      | Candidats           | Étiquette      | Premier tour | Premier tour | Second tour | Second tour |
| Candidats      | Candidats           | Étiquette      | Voix         | %            | Voix        | %           |
| -------------- | ------------------- | -------------- | ------------ | ------------ | ----------- | ----------- |
|                | Christian Audouin*  | PCF            | 948          | 48,24        | 1 053       | 51,97       |
|                | Gérard Nony         | RPR            | 898          | 45,70        | 973         | 48,03       |
|                | Pierre Peyraud      | PS             | 87           | 4,43         |             |             |
|                | Francois du Verdier | FN             | 32           | 1,63         |             |             |
|                |                     |                |              |              |             |             |
| Inscrits       | Inscrits            | Inscrits       | 2 376        | 100,00       | 2 376       | 100,00      |
| Abstention     | Abstention          | Abstention     | 329          | 13,85        | 303         | 12,75       |
| Votants        | Votants             | Votants        | 2 047        | 86,15        | 2 073       | 87,25       |
| Blancs et nuls | Blancs et nuls      | Blancs et nuls | 82           | 4,01         | 47          | 2,27        |
| Exprimés       | Exprimés            | Exprimés       | 1 965        | 95,99        | 2 026       | 97,73       |

*sortant

### Canton de Corrèze
| Candidats      | Candidats          | Étiquette      | Premier tour | Premier tour |
| Candidats      | Candidats          | Étiquette      | Voix         | %            |
| -------------- | ------------------ | -------------- | ------------ | ------------ |
|                | Bernadette Chirac* | RPR            | 1 648        | 64,10        |
|                | Pierre Vant        | PS             | 618          | 24,04        |
|                | Roger Bismuth      | PCF            | 223          | 8,67         |
|                | Jeanne Beynel      | FN             | 82           | 3,19         |
|                |                    |                |              |              |
| Inscrits       | Inscrits           | Inscrits       | 3 267        | 100,00       |
| Abstention     | Abstention         | Abstention     | 539          | 16,50        |
| Votants        | Votants            | Votants        | 2 728        | 83,50        |
| Blancs et nuls | Blancs et nuls     | Blancs et nuls | 157          | 5,76         |
| Exprimés       | Exprimés           | Exprimés       | 2 571        | 94,24        |

*sortant

### Canton de Donzenac
| Candidats      | Candidats      | Étiquette      | Premier tour | Premier tour | Second tour | Second tour |
| Candidats      | Candidats      | Étiquette      | Voix         | %            | Voix        | %           |
| -------------- | -------------- | -------------- | ------------ | ------------ | ----------- | ----------- |
|                | Charles Morand | RPR            | 2 575        | 45,44        | 2 842       | 53,53       |
|                | Gilbert Fronty | PS             | 1 689        | 29,80        | 2 467       | 46,47       |
|                | Robert Reynier | PCF            | 719          | 12,69        |             |             |
|                | Jean Richard   | Verts          | 369          | 6,51         |             |             |
|                | Paul Guenard   | FN             | 315          | 5,56         |             |             |
|                |                |                |              |              |             |             |
| Inscrits       | Inscrits       | Inscrits       | 7 475        | 100,00       | 7 475       | 100,00      |
| Abstention     | Abstention     | Abstention     | 1 402        | 18,76        | 1 749       | 23,40       |
| Votants        | Votants        | Votants        | 6 073        | 81,24        | 5 726       | 76,60       |
| Blancs et nuls | Blancs et nuls | Blancs et nuls | 406          | 6,69         | 417         | 7,28        |
| Exprimés       | Exprimés       | Exprimés       | 5 667        | 93,31        | 5 309       | 92,72       |

### Canton d'Eygurande
| Candidats      | Candidats           | Étiquette      | Premier tour | Premier tour |
| Candidats      | Candidats           | Étiquette      | Voix         | %            |
| -------------- | ------------------- | -------------- | ------------ | ------------ |
|                | Pierre Chevalier    | RPR            | 1 119        | 60,49        |
|                | Denis Broquin       | PS             | 539          | 29,14        |
|                | Raymonde Brandely   | PCF            | 123          | 6,65         |
|                | Elisabeth Chassaing | FN             | 69           | 3,73         |
|                |                     |                |              |              |
| Inscrits       | Inscrits            | Inscrits       | 2 335        | 100,00       |
| Abstention     | Abstention          | Abstention     | 394          | 16,87        |
| Votants        | Votants             | Votants        | 1 941        | 83,13        |
| Blancs et nuls | Blancs et nuls      | Blancs et nuls | 91           | 4,69         |
| Exprimés       | Exprimés            | Exprimés       | 1 850        | 95,31        |

### Canton de Juillac
| Candidats      | Candidats           | Étiquette      | Premier tour | Premier tour | Second tour | Second tour |
| Candidats      | Candidats           | Étiquette      | Voix         | %            | Voix        | %           |
| -------------- | ------------------- | -------------- | ------------ | ------------ | ----------- | ----------- |
|                | Alain Champagne     | RPR            | 1 302        | 39,54        | 1 761       | 54,00       |
|                | Jean-Claude Yardin  | PS             | 696          | 21,14        | 1 500       | 46,00       |
|                | Jean-Baptiste Duroy | PCF            | 644          | 19,56        | Retrait     | Retrait     |
|                | Francois Daurat     | PS             | 548          | 16,64        | Retrait     | Retrait     |
|                | Hippolyte Champseix | FN             | 103          | 3,13         |             |             |
|                |                     |                |              |              |             |             |
| Inscrits       | Inscrits            | Inscrits       | 4 135        | 100,00       | 4 133       | 100,00      |
| Abstention     | Abstention          | Abstention     | 652          | 15,77        | 681         | 16,48       |
| Votants        | Votants             | Votants        | 3 483        | 84,23        | 3 452       | 83,52       |
| Blancs et nuls | Blancs et nuls      | Blancs et nuls | 190          | 5,46         | 191         | 5,53        |
| Exprimés       | Exprimés            | Exprimés       | 3 293        | 94,54        | 3 261       | 94,47       |

### Canton de Lapleau
| Candidats      | Candidats            | Étiquette      | Premier tour | Premier tour | Second tour | Second tour |
| Candidats      | Candidats            | Étiquette      | Voix         | %            | Voix        | %           |
| -------------- | -------------------- | -------------- | ------------ | ------------ | ----------- | ----------- |
|                | Bertrand Chassagnard | RPR            | 550          | 37,14        | 639         | 42,83       |
|                | Michel Comte         | PS             | 441          | 29,78        | 368         | 24,66       |
|                | Jacques Calmon       | PS             | 341          | 23,02        | 485         | 32,51       |
|                | Louis Morin          | PCF            | 104          | 7,02         |             |             |
|                | Jean-Claude Chataur  | Verts          | 35           | 2,36         |             |             |
|                | Louis Guitard        | FN             | 10           | 0,68         |             |             |
|                |                      |                |              |              |             |             |
| Inscrits       | Inscrits             | Inscrits       | 1 853        | 100,00       | 1 852       | 100,00      |
| Abstention     | Abstention           | Abstention     | 320          | 17,27        | 327         | 17,66       |
| Votants        | Votants              | Votants        | 1 533        | 82,73        | 1 525       | 82,34       |
| Blancs et nuls | Blancs et nuls       | Blancs et nuls | 52           | 3,39         | 33          | 2,16        |
| Exprimés       | Exprimés             | Exprimés       | 1 481        | 96,61        | 1 492       | 97,84       |

### Canton de Larche
| Candidats      | Candidats        | Étiquette      | Premier tour | Premier tour |
| Candidats      | Candidats        | Étiquette      | Voix         | %            |
| -------------- | ---------------- | -------------- | ------------ | ------------ |
|                | Georges Auger*   | DVD            | 2 583        | 51,91        |
|                | Philippe Mathieu | PS             | 1 237        | 24,86        |
|                | Lucien Tronche   | PCF            | 795          | 15,98        |
|                | Jean Godeneche   | FN             | 361          | 7,25         |
|                |                  |                |              |              |
| Inscrits       | Inscrits         | Inscrits       | 6 787        | 100,00       |
| Abstention     | Abstention       | Abstention     | 1 472        | 21,69        |
| Votants        | Votants          | Votants        | 5 315        | 78,31        |
| Blancs et nuls | Blancs et nuls   | Blancs et nuls | 339          | 6,38         |
| Exprimés       | Exprimés         | Exprimés       | 4 976        | 93,62        |

*sortant

### Canton de Malemort-sur-Corrèze
| Candidats      | Candidats           | Étiquette      | Premier tour | Premier tour | Second tour | Second tour |
| Candidats      | Candidats           | Étiquette      | Voix         | %            | Voix        | %           |
| -------------- | ------------------- | -------------- | ------------ | ------------ | ----------- | ----------- |
|                | Daniel Bourzat*     | DVD            | 3 336        | 48,98        | 3 926       | 65,89       |
|                | Robert Penalva      | PS             | 1 342        | 19,70        | 2 032       | 34,11       |
|                | André Pamboutzoglou | PCF            | 842          | 12,36        |             |             |
|                | Michèle Lamige      | Verts          | 796          | 11,69        |             |             |
|                | Guy Raynal          | FN             | 495          | 7,27         |             |             |
|                |                     |                |              |              |             |             |
| Inscrits       | Inscrits            | Inscrits       | 9 265        | 100,00       | 9 265       | 100,00      |
| Abstention     | Abstention          | Abstention     | 1 994        | 21,52        | 2 652       | 28,62       |
| Votants        | Votants             | Votants        | 7 271        | 78,48        | 6 613       | 71,38       |
| Blancs et nuls | Blancs et nuls      | Blancs et nuls | 460          | 6,33         | 655         | 9,90        |
| Exprimés       | Exprimés            | Exprimés       | 6 811        | 93,67        | 5 958       | 90,10       |

*sortant

### Canton de Neuvic
| Candidats      | Candidats          | Étiquette      | Premier tour | Premier tour | Second tour | Second tour |
| Candidats      | Candidats          | Étiquette      | Voix         | %            | Voix        | %           |
| -------------- | ------------------ | -------------- | ------------ | ------------ | ----------- | ----------- |
|                | Raymond Chaumeil*  | RPR            | 1 239        | 47,38        | 1 364       | 50,82       |
|                | Henri Roy          | PS             | 814          | 31,13        | 1 320       | 49,18       |
|                | Albert Ouzoulias   | PCF            | 477          | 18,24        | Retrait     | Retrait     |
|                | Maurice de Belinay | FN             | 85           | 3,25         |             |             |
|                |                    |                |              |              |             |             |
| Inscrits       | Inscrits           | Inscrits       | 3 391        | 100,00       | 3 389       | 100,00      |
| Abstention     | Abstention         | Abstention     | 646          | 19,05        | 631         | 18,62       |
| Votants        | Votants            | Votants        | 2 745        | 80,95        | 2 758       | 81,38       |
| Blancs et nuls | Blancs et nuls     | Blancs et nuls | 130          | 4,74         | 74          | 2,68        |
| Exprimés       | Exprimés           | Exprimés       | 2 615        | 95,26        | 2 684       | 97,32       |

*sortant

### Canton de La Roche-Canillac
| Candidats      | Candidats              | Étiquette      | Premier tour | Premier tour |
| Candidats      | Candidats              | Étiquette      | Voix         | %            |
| -------------- | ---------------------- | -------------- | ------------ | ------------ |
|                | Guy Pougetoux*         | RPR            | 1 386        | 57,87        |
|                | Louis Fraysse          | PCF            | 636          | 26,56        |
|                | Jean-Claude Darmengeat | PS             | 328          | 13,70        |
|                | Simone Jaucent         | FN             | 45           | 1,88         |
|                |                        |                |              |              |
| Inscrits       | Inscrits               | Inscrits       | 2 934        | 100,00       |
| Abstention     | Abstention             | Abstention     | 413          | 14,08        |
| Votants        | Votants                | Votants        | 2 521        | 85,92        |
| Blancs et nuls | Blancs et nuls         | Blancs et nuls | 126          | 5,00         |
| Exprimés       | Exprimés               | Exprimés       | 2 395        | 95,00        |

*sortant

### Canton de Treignac
| Candidats      | Candidats              | Étiquette      | Premier tour | Premier tour |
| Candidats      | Candidats              | Étiquette      | Voix         | %            |
| -------------- | ---------------------- | -------------- | ------------ | ------------ |
|                | Daniel Chasseing*      | RPR            | 2 611        | 64,17        |
|                | Francis Aussel         | PS             | 697          | 17,13        |
|                | Jean-Claude Magnaval   | PCF            | 568          | 13,96        |
|                | Brigitte Roddes-Chmitt | Verts          | 110          | 2,70         |
|                | Adrien Bonneau         | FN             | 83           | 2,04         |
|                |                        |                |              |              |
| Inscrits       | Inscrits               | Inscrits       | 4 991        | 100,00       |
| Abstention     | Abstention             | Abstention     | 784          | 15,71        |
| Votants        | Votants                | Votants        | 4 207        | 84,29        |
| Blancs et nuls | Blancs et nuls         | Blancs et nuls | 138          | 3,28         |
| Exprimés       | Exprimés               | Exprimés       | 4 069        | 96,72        |

*sortant

### Canton d'Ussel-Est
| Candidats      | Candidats               | Étiquette      | Premier tour | Premier tour |
| Candidats      | Candidats               | Étiquette      | Voix         | %            |
| -------------- | ----------------------- | -------------- | ------------ | ------------ |
|                | Henri Belcour*          | RPR            | 2 348        | 66,20        |
|                | Bernard Gounel          | PS             | 578          | 16,30        |
|                | Daniel Bastie           | PCF            | 342          | 9,64         |
|                | Marie-Madeleine Bonneau | FN             | 279          | 7,87         |
|                |                         |                |              |              |
| Inscrits       | Inscrits                | Inscrits       | 5 114        | 100,00       |
| Abstention     | Abstention              | Abstention     | 1 272        | 24,87        |
| Votants        | Votants                 | Votants        | 3 842        | 75,13        |
| Blancs et nuls | Blancs et nuls          | Blancs et nuls | 295          | 7,68         |
| Exprimés       | Exprimés                | Exprimés       | 3 547        | 92,32        |

*sortant

### Canton d'Ussel-Ouest
| Candidats      | Candidats           | Étiquette      | Premier tour | Premier tour |
| Candidats      | Candidats           | Étiquette      | Voix         | %            |
| -------------- | ------------------- | -------------- | ------------ | ------------ |
|                | Aimée Vallat*       | RPR            | 1 880        | 58,84        |
|                | Yvette Continsouzas | PS             | 662          | 20,72        |
|                | Aime Rougerie       | PCF            | 428          | 13,40        |
|                | Emmanuel Maymil     | FN             | 225          | 7,04         |
|                |                     |                |              |              |
| Inscrits       | Inscrits            | Inscrits       | 4 456        | 100,00       |
| Abstention     | Abstention          | Abstention     | 1 009        | 22,64        |
| Votants        | Votants             | Votants        | 3 447        | 77,36        |
| Blancs et nuls | Blancs et nuls      | Blancs et nuls | 252          | 7,31         |
| Exprimés       | Exprimés            | Exprimés       | 3 195        | 92,69        |

*sortant

### Canton d'Uzerche
| Candidats      | Candidats            | Étiquette      | Premier tour | Premier tour | Second tour | Second tour |
| Candidats      | Candidats            | Étiquette      | Voix         | %            | Voix        | %           |
| -------------- | -------------------- | -------------- | ------------ | ------------ | ----------- | ----------- |
|                | Valentin Larivière*  | RPR            | 2 001        | 42,33        | 2 502       | 57,68       |
|                | Jean-Louis Chastanet | PCF            | 927          | 19,61        | 1 836       | 42,32       |
|                | Yolande Maury        | Verts          | 888          | 18,79        | Retrait     | Retrait     |
|                | Fernand Barthout     | PS             | 714          | 15,10        | Retrait     | Retrait     |
|                | Alain Bonneval       | FN             | 197          | 4,17         |             |             |
|                |                      |                |              |              |             |             |
| Inscrits       | Inscrits             | Inscrits       | 6 166        | 100,00       | 6 166       | 100,00      |
| Abstention     | Abstention           | Abstention     | 1 151        | 18,67        | 1 412       | 22,90       |
| Votants        | Votants              | Votants        | 5 015        | 81,33        | 4 754       | 77,10       |
| Blancs et nuls | Blancs et nuls       | Blancs et nuls | 288          | 5,74         | 416         | 8,75        |
| Exprimés       | Exprimés             | Exprimés       | 4 727        | 94,26        | 4 338       | 91,25       |

*sortant